# サンルイレイハンデキャップ
サンルイレイハンデキャップ（San Luis Rey Handicap）はアメリカ合衆国のサンタアニタパーク競馬場で行われる競馬の競走（平地競走）である。

## 概要
1952年にサンルイレイステークスとして創設、2006年に現在の競走名に改称された。毎年春季に行われ、距離は芝コース12ハロン（約2414m）。出走条件はサラブレッド4歳以上馬。格付けはグレード制導入時の1973年はG1であったが、1997年からG2に格下げされている。2020年からはG3に降格されることになった。賞金総額は20万ドル。
日本では1986年に日本競馬史上初の無敗クラシック三冠馬・シンボリルドルフが参戦した競走で知られる。シンボリルドルフはダートコースを横切る際に脚をとられたこともあって7頭立ての6着に終わり、レース中に左前脚繋靭帯炎を発症したこともあってそのまま引退している。その年の優勝馬はダハールで、1988年には半弟のリヴリアが優勝し兄弟優勝を達成している。この兄弟は名牝ダリアの産駒でもあり、ともに日本に種牡馬として輸入された。ダハールからは中央重賞の勝ち馬は生まれなかったが、リヴリアは父として後の皐月賞馬ナリタタイシン、母父としてテイエムオーシャン、オリオンザサンクスを輩出している。また2013年の優勝馬Bright Thoughtの父親は日本産馬のハットトリックである。

## 歴代優勝馬
- 1952年 - Dark Count
- 1953年 - Tee Dee Gee
- 1954年 - Allied
- 1955年 - Alidon
- 1956年 - Blue Volt
- 1957年 - Posadas
- 1958年 - Solid Son
- 1959年 - Infantry
- 1960年 - Lookout Point
- 1961年 - Don't Alibi
- 1962年 - Vinci
- 1963年 - The Axe II
- 1964年 - Inclusive
- 1965年 - Cedar Key
- 1966年 - Polar Sea
- 1967年 - Niarkos
- 1968年 - Biggs
- 1969年 - Taneb
- 1970年 - Fiddle Isle
- 1971年 - Try Sheep
- 1972年 - Nor
- 1973年 - Big Spruce
- 1974年 - Astray
- 1975年 - Trojan Bronze

- 1976年 - Avatar
- 1977年 - Caucasus
- 1978年 - Noble Dancer
- 1979年 - Noble Dancer
- 1980年 - John Henry
- 1981年 - John Henry
- 1982年 - Perrault
- 1983年 - Erin's Isle
- 1984年 - Interco
- 1985年 - Prince True
- 1986年 - Dahar
- 1987年 - Zoffany
- 1988年 - Rivlia
- 1989年 - Frankly Perfect
- 1990年 - Prized
- 1991年 - Pleasant Variety
- 1992年 - Fly Till Dawn
- 1993年 - Kotashaan
- 1994年 - Bien Bien
- 1995年 - Sandpit
- 1996年 - Windsharp
- 1997年 - Marlin
- 1998年 - Kessem Power
- 1999年 - Single Empire

- 2000年 - Dark Moondancer
- 2001年 - Blueprint
- 2002年 - Continental Red
- 2003年 - Champion Lodge
- 2004年 - Meteor Storm
- 2005年 - Stanley Park
- 2006年 - King's Drama
- 2007年 - Forty Niners Son
- 2008年 - Boule d'Or
- 2009年 - Midships
- 2010年 - Bourbon Bay
- 2011年 - Juniper Pass
- 2012年 - Bourbon Bay
- 2013年 - Bright Thought
- 2014年 - Fire With Fire
- 2015年 - Ashleyluvssugar[2]
- 2016年 - Generosidade
- 2017年 - Itsinthepost
- 2018年 - Itsinthepost
- 2019年 - Epical
- 2020年 - Ward 'n Jerry
- 2021年 - United
- 2022年 - Acclimate
- 2023年 - Offlee Naughty
- 2024年 - Missed the Cut
- 2025年 - Atitlan